# Hering (Familienname)
Hering ist ein Familienname:

## Namensträger

### A
- Adolf Hering (1863–1932), deutscher Maler und Illustrator
- Albert Hering (Sänger) (1800–1880), deutscher Sänger (Tenor)
- Albert Hering (Fußballspieler), deutscher Fußballspieler
- Alfred Hering (1903/1904–1978), deutscher Dirigent
- Anton Hering († 1610), deutscher Jurist und oldenburgischer Beamter
- Artur Hering (* 1955), deutscher Fußballspieler
- August Hering (vor 1866–1932), deutscher Ingenieur und Firmengründer
- August Gottlieb Ludwig Hering (1736–1770), deutscher Jurist, Dichter evangelischer geistlicher Lieder

### B
- Bernd Hering (Maler) (1924–2013), deutscher Maler, Grafiker, Bildhauer und Kunsterzieher
- Bernd Hering (Politiker) (1946–2015), deutscher Politiker (SPD)
- Bernhard Hering (* 1960), deutscher Musiker, Komponist und Produzent
- Bertolt Hering (* 1961), deutscher Maler, Filmemacher und Farbenforscher
- Bettina Hering (* 1960), Schweizer Dramaturgin, Regisseurin und Theaterleiterin
- Björn Hering (* 1978), Schweizer Fernsehmoderator und Unternehmer
- Bruno Hering (1892–1974), deutscher Arzt und Standesfunktionär

### C
- Carl Hering (Ingenieur) (1860–1926), US-amerikanischer Elektroingenieur
- Carl Hering (Admiral) (1868–1948), deutscher Konteradmiral
- Carl Eduard Hering (1807–1879), Lehrer, Organist und Komponist
- Carl Gottlieb Hering (1766–1853), sächsischer Komponist
- Carl Hinrich Hering, deutscher Strohintarsiator
- Carl Wilhelm Hering (1790–1871), deutscher Pfarrer und Chronist
- Christina Hering (* 1994), deutsche Leichtathletin
- Christoph Hering (* 1939), deutscher Mathematiker
- Constantin Hering (1800–1880), deutsch-US-amerikanischer Homöopath

### D
- Daniel Heinrich Hering (1722–1807), deutscher evangelisch-reformierter Oberkonsistorialrat und Autor
- Doris Hering (1920–2014), US-amerikanische Tänzerin und Tanzkritikerin

### E
- Eduard von Hering (1799–1881), deutscher Tierarzt
- Ekbert Hering (* 1943), deutscher Physiker und Wirtschaftswissenschaftler
- Ekkehard Hering (* 1961/1962), deutscher Oboist
- Elisabeth Hering (1909–1999), deutsche Schriftstellerin
- Erich Hering (Maler) (1923–1978), deutscher Maler und Grafiker
- Erich Martin Hering (1893–1967), deutscher Insektenkundler
- Ernst Hering (Schriftsteller) (1888–1957), deutscher Pädagoge und Schriftsteller
- Ernst Hering (Unternehmer) (1895–nach 1962), deutscher Baumeister und Unternehmer
- Ernstgeorg Hering (* 1942), deutscher Theaterregisseur und Dramaturg
- Eugen von Hering (1833–1892), preußischer Generalleutnant
- Eugen Hering (1906–1997), deutscher Jurist
- Ewald Hering (Karl Ewald Konstantin Hering; 1834–1918), deutscher Physiologe

### F
- Felix Schmidt-Hering (1919–2004), deutscher Maler und Grafiker
- Franz Hering (1902–1990), deutscher Widerstandskämpfer gegen den Nationalsozialismus
- Friedrich von Hering (1794–1871), preußischer Generalleutnant
- Friedrich Hering (Fabrikant) (1845–1899), deutscher Schmied, Wagenbauer und Unternehmensgründer
- Friedrich Hering (1889–1972), deutscher Rauchwarenhändler
- Fritz Hering (1914–2002), deutscher Innenarchitekt

### G
- Geo Hering (1903–1970), deutscher Journalist und Schriftsteller
- Georg Hering (1884–1936), deutscher Maler, tätig seit 1910 in den Niederlanden
- Gerhard F. Hering (1908–1996), deutscher Journalist, Regisseur und Theaterintendant
- Gottlieb Hering (1887–1945), deutscher Polizeibeamter und Lagerkommandant des Vernichtungslagers Belzec
- Gunnar Hering (1934–1994), deutscher Historiker und Neogräzist

### H
- Hans Hering (1853–1924), deutscher Generalleutnant
- Hans-Jürgen Hering (1925–2017), deutscher Zahnmediziner, Kieferchirurg und Hochschullehrer
- Hartmut Hering (* 1929), deutscher Unternehmer
- Heinrich Hering (* 1940), deutscher Mathematiker und Physiker
- Heinrich Ewald Hering (1866–1948), österreichischer Mediziner
- Heinz Hering (1913–1998), deutscher Dermatologe
- Heinzchristian Hering (1905–1941), deutscher Forstwissenschaftler, Naturschützer und Hochschullehrer
- Helene Hering-Herber (1946–2016), deutsche Künstlerin
- Hendrik Hering (* 1964), deutscher Politiker (SPD)
- Henry Hering (Fotograf) (1814–1893), britischer Fotograf
- Henry Hering (Bildhauer) (1874–1949), britischer Bildhauer
- Henry Hering (Ruderer) (* 1968), kanadischer Ruderer
- Hermann Hering (Politiker, 1821) (1821–1887), deutscher Jurist und Politiker (NLP), MdR
- Hermann Hering (Politiker, 1858) (1858–1926), deutscher Politiker (NLP), MdL Reuß
- Hermann Ferdinand Julius Hering (1838–1920), deutscher Theologe
- Herrmann Hering (1800–1886), deutscher Lehrer, Historiker und Insektenkundler

### J
- Jackie Hering (* 1985), US-amerikanische Triathletin
- Jacob Hering (auch Jakob Hering; 1698–1774), deutscher Kupferstecher
- Jakob Hering (Politiker) (1894–1986), deutscher Lederarbeiter und Politiker, MdL Württemberg-Baden
- Janet Hering (* 1958), amerikanische Umweltwissenschaftlerin
- Jette Hering (* 1993), deutsche Schauspielerin
- Joachim Hering (* 1931), deutscher Maler, Grafiker und Bildhauer
- Johann Hering (Politiker) (1599–1658), deutscher Jurist und Oldenburgischer Staatsmann
- Johann Samuel Hering (1683–1752), deutscher Jurist, Historiker und Gymnasiallehrer
- Johanna Hering (auch Olga Eschenbach; 1821–1884), deutsche Jugendschriftstellerin
- Josef Hering (Unternehmer, 1890) (1890–nach 1971), deutscher Schulmöbelfabrikant
- Josef Hering (Unternehmer, 1900) (1900–1975), deutscher Bauunternehmer
- Jürgen Hering (* 1937), deutscher Bibliothekar
- Jutta Hering (1924–2012), deutsche Filmeditorin
- Jutta Hering-Winckler (* 1948), deutsche Juristin und Opernproduzentin

### K
- Karl Hering (Politiker) (1804–nach 1868), Politiker, Oberbürgermeister von Stettin
- Karl Friedrich Hering (1818–1896), deutscher Kirchenjurist
- Karl-Heinz Hering (1928–2015), deutscher Kunsthistoriker
- Karl-Josef Hering (1929–1998), deutscher Sänger (Tenor)
- Karl Wilhelm August Hering (1749–1802), deutscher Jurist und Politiker
- Katharina Hering (* 1995), deutsche Tennisspielerin
- Kathleen Hering (* 1976), deutsche Leichtathletin und Bobfahrerin
- Katrin Hering (* 1967), deutsche Basketballspielerin
- Kristof Hering (* 1989), deutscher Sänger
- Kurt Hering (Violinist) (1870–nach 1930), deutscher Violinist
- Kurt Hering (1880–1969), deutscher Maschinen- und Apparatefabrikant

### L
- Lili Hering, deutsche Journalistin und Kinderdarstellerin
- Loy Hering (1484–1564), deutscher Bildhauer
- Ludwig Hering (1589–1628), württembergischer Maler

### M
- Mandy Hering (* 1984), deutsche Handballspielerin
- Manfred Hering (* 1939), deutscher Jazz-Saxofonist
- Maria Hering (* 1987), deutsche Sängerin, Schauspielerin und Fitness-Bloggerin
- Markus Hering (* 1960), deutscher Schauspieler
- Matthias Benoni Hering (1693–1750), deutscher Professor der Rechte
- Maximilian Hering (* 1994), deutscher Jazzmusiker
- Michael Hering (* 1964), deutscher Kunsthistoriker

### N
- Norbert Hering (1907–1991), deutscher Politiker

### O
- Oscar Hering (1814–1884), deutscher Gartenarchitekt, Hofgärtner und Gartendirektor von Düsseldorf
- Otto Hering (Otto Bernhard Hering; 1859–1929), deutscher evangelischer Pfarrer, Theologe und Lehrer an der Deutschen Vereinsschule in Tokio bis 1890

### P
- Peter Hering (* 1959), deutscher Basketballspieler
- Pierre Héring (1874–1963), französischer Militär

### R
- Rainer Hering (* 1961), deutscher Archivar und Historiker
- Richard Hering (Komponist) (1856–1943), deutscher Jurist, Redakteur, Musikkritiker und Komponist
- Richard Hering (Koch) (1873–1936), österreichischer Koch
- Robert Hering (* 1990), deutscher Leichtathlet
- Rolf Hering (* 1990), deutscher Schlagzeuger
- Rudolf Hering (Unternehmer) (1868–1936), deutscher Unternehmer und Firmengründer
- Rudolf Hering (Chemiker) (1931–2016), deutscher Chemiker und Hochschullehrer
- Rudolph Hering (Bergrat) (1803–1888), deutscher Bergbeamter
- Rudolph Hering (Umwelttechniker) (1847–1923), US-amerikanischer Ingenieur und Umwelttechniker

### S
- Sabine Hering (* 1947), deutsche Sozialpädagogin
- Sabrina Hering-Pradler (* 1992), deutsche Kanutin
- Sebastian Hering (1910–1978), deutscher Ringer
- Stefan Hering (* 1972), deutscher Filmregisseur, Filmproduzent und Drehbuchautor
- Stefanie Hering (* 1967), deutsche Gestalterin und Keramikmeisterin
- Stephan Hering-Hagenbeck (* 1967), deutscher Zoologe

### T
- Theodor Hering (1922–1973), deutscher Fabrikant
- Thomas Hering (Basketballspieler) (* 1966), deutscher Basketballspieler
- Thomas Hering (Wirtschaftswissenschaftler) (* 1967), deutscher Wirtschaftswissenschaftler
- Thomas Hering (Politiker) (* 1971), deutscher Polizist und Politiker (CDU), MdL

### W
- Walter Hering (1910–1937), deutscher Kommunist und Widerstandskämpfer
- Werner Hering (1930–2012), deutscher Politiker (SED)
- Wilhelm Hering (1843–1912), deutscher Unternehmer und Mitglied des Sächsischen Landtags
- Wilhelm T. Hering (1928–2021), deutscher Physiker und Hochschullehrer
- William Hering (1812–1897), deutscher evangelischer Pfarrer und Politiker, MdL
- Wolfgang Hering (1928–1986), deutscher Altphilologe
- Wolfgang Hering (Musiker) (* 1954), deutscher Musiker und Kinderliedermacher